# Kraengia apicalis
Kraengia apicalis är en insektsart som beskrevs av Bolívar, I. 1909. Kraengia apicalis ingår i släktet Kraengia och familjen torngräshoppor. Inga underarter finns listade i Catalogue of Life.